# Кубок Кремля 1992
Кубок Кремля 1992 — международный мужской теннисный турнир, проходивший в Москве с 7 по 15 ноября 1992 года в спорткомплексе «Олимпийский». Это был третий в истории Кубок Кремля и первый международный турнир АТП на территории России. Турнир имел категорию ATP World Series и был последним турниром этой категории в сезоне 1992 года (одновременно проходили турниры этой же категории в Сан-Паулу и Антверпене).
Победа южноафриканцев Мариуса Барнарда и Джона-Лаффни де Ягера в парном разряде остаётся первой и единственной победой представителей ЮАР на Кубке Кремля во всех разрядах.
Призовой фонд составил 348 тыс. долларов США.

## Соревнования

### Одиночный разряд
Марк Россе победил  Карла-Уве Штееба со счётом 6-2 6-2.

### Парный разряд
Мариус Барнард /  Джон-Лаффни де Ягер победили  Дэвида Адамса /  Андрея Ольховского со счётом 6-4 3-6 7-6.